# Sœurs de la charité de l'Immaculée Conception d'Ivrée
Ne doit pas être confondu avec Sœurs de la charité de l'Immaculée Conception.
Les Sœurs de la charité de l'Immaculée Conception d'Ivrée (en latin :  Instituti Sororum Charitatis ab Immaculata Conceptione) sont une congrégation religieuse féminine enseignante et hospitalière de droit pontifical. 

## Historique
En 1806, Antoinette Marie Verna (1773 - 1838) se joint à quelques compagnes pour fournir une aide aux malades et une éducation aux enfants de Rivarolo Canavese. À cette époque, le Piémont est sous domination napoléonienne et le diocèse de Pignerol est vacant (l'évêque élu, Giuseppe Maria Grimaldi, n'est pas consacré en raison de l'instabilité politique) de sorte qu'il n'est pas possible d'ériger canoniquement l'institut. C'est seulement en 1823, grâce à certains curés de paroisse, qu'Antoinette Maria Verna parvient à renouer avec les autorités civiles et ecclésiastiques et voit sa congrégation reconnue par décret royal du 7 mars 1828.
L'institut s'inspire par des filles de la charité de Saint-Vincent-de-Paul ; c'est pour cette raison que les lazaristes de Turin tentent de fusionner les sœurs de Rivarolo avec les sœurs de saint Vincent de Paul. Pour l'éviter, Mgr Louis Pochettini, évêque d'Ivrée, érige la communauté en institut religieux de droit diocésain le 27 novembre 1835. L'institut obtient le décret de louange le 11 février 1901, et approuvé par le pape Pie X le 21 mai 1904.

## Activités et diffusion
Les sœurs de la charité de l'Immaculée Conception gèrent des écoles maternelles, des écoles, de foyers universitaires, et s'occupent de l'assistance aux personnes âgées et aux handicapés, aux soins des malades, aux services aux prêtres et aux séminaires .
Elles sont présentes en: 
- Europe : Italie, Albanie.
- Amérique : Argentine, Équateur, États-Unis, Mexique.
- Afrique : Kenya, Tanzanie.
- Asie : Israël, Liban, Turquie.

La maison généralice est à Rome. 
En 2017, l'institut comptait 662 sœurs dans 74 maisons.